# دليجان (باقران)
دليجان (بالفارسية: دلیجان) هي مستوطنة تقع في إيران في قسم باقران الريفي.